# Indre Sorokaite
Indre Sorokaite (Kaunas, 2 de Julho de 1988) é uma voleibolista lituana naturalizada italiana. Pode jogar tanto na posição de oposto tanto na posição de ponteira e atualmente defende as cores do clube Azzurra Volley San Casciano. É irmã do basquetebolista lituano Paulius Sorokas.

## Biografia
A carreira de Indre Sorokaite, começou em 2003, entre as fileiras de Montesilvano Volley na série B2. Um ano depois, ele foi contratado na Serie A2, pelo Volley Castelfidardo, onde permaneceu por duas temporadas. Na temporada 2006-07, ele estreou na série A1, com a camisa do Bergamo no papel de oposta reserva. A parceria com o clube  dura três temporadas, ganhando durante sua passagem duas vezes a Liga dos Campeões da Europa e, uma vez, a Copa Itália
Na temporada 2009-10, mudou-se para Chieri Volley , na Serie A2, um clube com o qual ele ganhou a promoção na Serie A1 e onde permaneceu até dezembro de 2012, quando se transferiu para a equipe azeri de Azərreyl Bakou. Em junho de 2013, fez sua estreia na seleção italiana . A temporada seguinte defendeu as cores do clube japonês Denso Airybees.
Na temporada 2014-15 retorna à Itália contratada pelo Rio Volley  Piacenza, onde permaneceu por dois anos, ganhando a Supercopa da Itália de 2014. Na temporada 2016-17, mudou-se para Azzurra Volley San Casciano, também na Serie A1; Com a seleção nacional,  ganhou a medalha de prata no Grand Prix 2017.

## Clubes
| Clube                | País       | De        | A             |
| -------------------- | ---------- | --------- | ------------- |
| Montesilvano Volley  | Itália     | 2003-2004 | 2003-2004     |
| Volley Castelfidardo | Itália     | 2004-2005 | 2005-2006     |
| Bergamo              | Itália     | 2006-2007 | 2008-2009     |
| Chieri Volley        | Itália     | 2009-2010 | décembre 2012 |
| Azerrail Bakou       | Azerbaijão | 2012-2013 | 2012-2013     |
| Denso Airybees       | Japão      | 2013-2014 | 2013-2014     |
| River Volley         | Itália     | 2014-2015 | 2015-2016     |
| San Casciano         | Itália     | 2016-2017 | …             |

## Conquistas

### Clubes
- Liga dos Campeões

2006-07, 2008-09
- Copa Itália

2007-08
- Supercopa Italiana

2014, 2019